# Thalía-diszkográfia
Thalía teljes körű diszkográfiája, zenei karrierje gyermekkori kezdetétől napjainkig, a megjelent stúdió- és válogatásalbumokkal, koncertalbumokkal, kislemezekkel, hivatalos videóklipekkel, valamint az elérhető lemezeladási és slágerlistaadatokkal. Nem tartoznak a hivatalos diszkográfiához a Fonovisa/Univision/Universal által kiadott kollekciós válogatásalbumok, így csak tájékoztató jelleggel szerepelnek az egyéb kiadványok között. Nem szerepelnek itt a karaokealbumok és az egyéb, nem hivatalos remixalbumok.

## Gyermek- és serdülőkori karrier
A Din-Din és a Timbiriche együttesekkel kiadott albumok, melyek csak Mexikóban jelentek meg.
| - En acción (Peerless, Mexikó, 1982) - Recordando el rock and roll (Peerless, Mexikó, 1983) - Somos alguien muy especial (Eco, Mexikó, 1983) - Pitubailando (Peerless, Mexikó, 1983) | - Timbiriche VII (Melody, Mexikó, 1986) - Timbiriche VIII & IX (dupla album; Melody, Mexikó, 1987) - Quinceañera (Melody, Mexikó, 1988) |

## Szólókarrier

### Nagylemezek
A *-gal jelölt kiadványok nem jelentek meg Magyarországon. Ahol a magyarországi kiadás éve eltér az eredetitől, az eredeti alatt apró betűvel fel van tüntetve.
| Év               | Album                                                                   | Kiadó                         | Kislemezek az albumról |
| ---------------- | ----------------------------------------------------------------------- | ----------------------------- | --- |
| Stúdióalbumok    |                                                                         |                               | |
| 1990             | Thalía*                                                                 | Fonovisa                      | Un pacto entre los dos Saliva Amarillo–azul Pienso en ti |
| 1991             | Mundo de cristal*                                                       | Fonovisa                      | En la intimidad Sudor Te necesito Madrid Fuego cruzado |
| 1992             | Love*                                                                   | Fonovisa                      | Love El bronceador La vie en rose (La vida en rosa) El día del amor No trates de engañarme Sangre Déjame escapar Flor de juventud María Mercedes                                             |
| 1995 2001        | En éxtasis                                                              | EMI                           | Piel morena Gracias a Dios Amándote Quiero hacerte el amor María la del barrio |
| 1997             | Nandito Ako*                                                            | OctoArts EMI (Fülöp-szigetek) | Nandito Ako I Found Your Love (Gracias a Dios) You Are Still on My Mind (Quiero hacerte el amor)                                                                                             |
| 1997 1999        | Amor a la mexicana                                                      | EMI                           | Amor a la mexicana Por amor Mujer latina Noches sin luna De dónde soy |
| 2000             | Arrasando                                                               | EMI                           | Entre el mar y una estrella Regresa a mí Arrasando Reencarnación Rosalinda |
| 2001             | Thalía con banda – grandes éxitos                                       | EMI                           | Amor a la mexicana Piel morena La revancha Cuco Peña Quiero hacerte el amor |
| 2002             | Thalía (2002)                                                           | EMI                           | Tú y yo No me enseñaste A quién le importa Dance, Dance (The Mexican) |
| 2003             | Thalía (English)                                                        | EMI/Virgin                    | I Want You (feat. Fat Joe) Baby, I’m in Love Don’t Look Back Cerca de ti (Closer to You) |
| 2005             | El sexto sentido                                                        | EMI                           | Amar sin ser amada Un alma sentenciada Seducción |
| 2006             | El sexto sentido (Re-loaded)* Különkiadás (Mexikó/USA), eltérő dallista | EMI                           | Cantando por un sueño Olvídame No, no, no |
| 2008             | Lunada                                                                  | EMI                           | Ten paciencia Será porque te amo (Sarà perché ti amo) |
| 2012             | Habítame siempre                                                        | Sony Music Latin              | Manías Te perdiste mi amor |
| Koncertalbumok   |                                                                         |                               | |
| 2009             | Primera fila* (akusztikus / „unplugged”)                                | Sony Music Latin              | Equivocada Enséñame a vivir (csak internetes promóció) El próximo viernes (csak internetes promóció) Qué será de ti Con la duda (csak internetes promóció) Estoy enamorado (Estoy enamorada) |
| 2013             | Viva Tour en vivo                                                       | Sony Music México             | La apuesta (Erik Rubín közreműködésével) |
| Válogatásalbumok |                                                                         |                               | |
| 2003             | Thalía’s Hits Remixed (Remixalbum)                                      | EMI                           | It’s My Party ¿A quién le importa? |
| 2004             | Greatest Hits (CD/DVD)                                                  | EMI                           | Cerca de ti Acción y reacción |
| 2004             | Grandes éxitos* (CD/DVD)                                                | Fonovisa/Univision            | |
| DVD-k            |                                                                         |                               | |
| 2004             | Greatest Hits Videos                                                    | EMI                           | |
| 2009             | Primera fila*                                                           | Sony Music Latin              | |

### Egyéb kiadványok
A Fonovisa/Univision/Universal által forgalmazott – az első három stúdióalbumból (Thalía, Love és Mundo de cristal) készített – kollekciós összeállítások és egyéb albumok, amelyek nem tartoznak a hivatalos diszkográfiához. Csak Mexikóban, illetve az USA-ban jelentek meg, korlátozott példányszámban.
| Év   | Kiadvány                                   | Kiadó               | Leírás                                            |
| ---- | ------------------------------------------ | ------------------- | ------------------------------------------------- |
| 1994 | Marimar                                    | Fonovisa Records    | EP a sorozat betétdalaival és 3 remixszel         |
| 1994 | Los deseos de Thalía – Grandes éxitos      | Melody              | Válogatásalbum 14 dallal                          |
| 1996 | 20 kilates musicales                       | Fonovisa Records    | Válogatásalbum 20 dallal                          |
| 1997 | Bailando En éxtasis                        | EMI Music México    | 9 remix az En éxtasis albumról                    |
| 1998 | Mis mejores momentos                       | Fonovisa/Universal  | Válogatásalbum 10 dallal                          |
| 1998 | Jugo de éxitos                             | Fonovisa/Universal  | Dupla válogatásalbum 24 dallal                    |
| 1999 | Serie Millennium 21                        | Fonovisa/Universal  | Dupla válogatásalbum 21 dallal                    |
| 1999 | Los primeros 17 éxitos                     | Universal Latino    | Válogatásalbum 17 dallal                          |
| 2000 | Serie sensacional – La sensación de Thalía | Fonovisa/Universal  | Válogatásalbum (EP) 8 dallal                      |
| 2001 | Serie 32                                   | Fonovisa/Universal  | Dupla válogatásalbum 32 dallal                    |
| 2002 | 15 éxitos                                  | Fonovisa Records    | Válogatásalbum 15 dallal                          |
| 2002 | Edición limitada                           | Fonovisa/Universal  | Válogatásalbum (EP) 8 dallal                      |
| 2002 | Esenciales – The Ultimate Collection       | Fonovisa/Universal  | Válogatásalbum 14 dallal                          |
| 2004 | Oro – Grandes éxitos                       | Universal Latino    | Válogatásalbum 17 dallal                          |
| 2005 | Apuesta musical – 30 éxitos originales     | Univision México    | Dupla válogatásalbum 30 dallal                    |
| 2006 | Combo de éxitos – Somos la historia        | Fonovisa/Univision  | CD+DVD-válogatásalbum 20 dallal és 6 videóklippel |
| 2006 | Legado musical                             | Univision/Universal | DVD-válogatásalbum 16 videóval és 5 videóklippel  |
| 2009 | El comienzo de la historia                 | Universal Latino    | Válogatásalbum 10 dallal                          |
| 2009 | La más completa colección                  | Universal México    | Dupla válogatásalbum 30 dallal                    |

### Videóklipek
Az alábbiakban a hivatalosan kiadott videóklipek szerepelnek. Az 1992-es Love albumhoz külön videóklip nem, hanem egy Televisa-összeállítás készült Love y otras fantasías címmel Mexikóban a Love, El bronceador, La vie en rose (La vida en rosa), El día del amor, No trates de engañarme, Sangre, Déjame escapar, Flor de juventud és a María Mercedes című dalok zenés klipjeivel. Egyes mexikói csatornák ezeket később videóklipekként sugározták. (Lásd még a Videók szakaszt.)
| - Un pacto entre los dos - Saliva - En la intimidad - Fuego cruzado - Piel morena - Amándote - Gracias a Dios - Por amor - Por amor (remix) - Mujer latina - Amor a la mexicana - Amor a la mexicana (remix) - Viaje tiempo atrás - Entre el mar y una estrella - Regresa a mí - Arrasando / It’s My Party - Reencarnación - Amor a la mexicana | - Tú y yo - No me enseñaste - ¿A quién le importa? - I Want You / Me pones sexy - Baby, I’m in Love / Alguien real - Cerca de ti - Acción y reacción - Amar sin ser amada / You Know He Never Loved You - Un alma sentenciada - Seducción - Cantando por un sueño - Olvídame - No, no, no - Ten paciencia - Equivocada - Qué será de ti - Con la duda - Enséñame a vivir - Manías - Te perdiste mi amor |

### Videók
DVD-n kiadott egyéb – videóklip kategóriába nem sorolható – videók:
| Videó                                                                                 | Leírás                                   | DVD                           | Kiadó              | Év   |
| ------------------------------------------------------------------------------------- | ---------------------------------------- | ----------------------------- | ------------------ | ---- |
| Amar sin ser amada                                                                    | A kulisszák mögött – a klip forgatása    | El sexto sentido (Bónusz-DVD) | EMI                | 2005 |
| Ay, amor                                                                              | Koncertvideó                             | Primera fila (Wal-Mart-EP)    | Sony Music Latin   | 2009 |
| Brindis                                                                               | Koncertvideó                             | Primera fila                  | Sony Music Latin   | 2009 |
| Cómo                                                                                  | Koncertvideó                             | Primera fila                  | Sony Music Latin   | 2009 |
| Con la duda (Dueto con Joan Sebastian)                                                | Koncertvideó                             | Primera fila                  | Sony Music Latin   | 2009 |
| Cosiéndome el corazón                                                                 | Koncertvideó                             | Primera fila                  | Sony Music Latin   | 2009 |
| Cuando te beso                                                                        | Koncertvideó                             | Primera fila                  | Sony Music Latin   | 2009 |
| El próximo viernes                                                                    | Koncertvideó                             | Primera fila                  | Sony Music Latin   | 2009 |
| Enséñame a vivir                                                                      | Koncertvideó                             | Primera fila                  | Sony Music Latin   | 2009 |
| Equivocada                                                                            | Koncertvideó (videóklipként is)          | Primera fila                  | Sony Music Latin   | 2009 |
| Estoy enamorado (Dueto con Pedro Capó)                                                | Koncertvideó                             | Primera fila                  | Sony Music Latin   | 2009 |
| Medley (Entre el mar y una estrella, Piel morena, No me enseñaste Amor a la mexicana) | Koncertvideó                             | Primera fila                  | Sony Music Latin   | 2009 |
| Megamix                                                                               | Videóklipmix                             | Grandes éxitos                | Fonovisa/Univision | 2004 |
| Mujeres                                                                               | Koncertvideó                             | Primera fila                  | Sony Music Latin   | 2009 |
| Nandito Ako                                                                           | A kulisszák mögött – Thalía a stúdióban  | Greatest Hits (USA-kiadás)    | EMI Latin USA      | 2004 |
| No sé si es amor                                                                      | Koncertfellépés a Timbiriche együttessel | Grandes éxitos                | Fonovisa/Univision | 2004 |
| Qué será de ti                                                                        | Koncertvideó                             | Primera fila                  | Sony Music Latin   | 2009 |
| Sangre                                                                                | A Love y otras fantasías összeállításból | Grandes éxitos                | Fonovisa/Univision | 2004 |
| Seducción                                                                             | Minikoncert-fellépés                     | El sexto sentido              | EMI                | 2005 |
| Ya lo sabía                                                                           | Koncertvideó                             | Primera fila                  | Sony Music Latin   | 2009 |

## Eladási és slágerlisták

### Nagylemezek aBillboardés a MAHASZ eladási listáin
| Év   | Album                             | Elért legmagasabb helyezés | Elért legmagasabb helyezés | Elért legmagasabb helyezés | Elért legmagasabb helyezés | Elért legmagasabb helyezés | Elért legmagasabb helyezés | Elért legmagasabb helyezés | Elért legmagasabb helyezés |
| Év   | Album                             | Billboard                  | Billboard                  | Billboard                  | Billboard                  | Billboard                  | Billboard                  | MAHASZ                     | MAHASZ                     |
| Év   | Album                             | LP                         | TLA                        | 200                        | HS                         | RM                         | TEA                        | Top 40                     | Hetek                      |
| ---- | --------------------------------- | -------------------------- | -------------------------- | -------------------------- | -------------------------- | -------------------------- | -------------------------- | -------------------------- | -------------------------- |
| 1992 | Love                              | 15                         | –                          | –                          | –                          | –                          | –                          | Nem jelent meg             | Nem jelent meg             |
| 1995 | En éxtasis                        | 7                          | 13                         | –                          | –                          | –                          | –                          | 7                          | 10                         |
| 1997 | Amor a la mexicana                | 2                          | 6                          | –                          | –                          | –                          | –                          | 4                          | 17                         |
| 2000 | Arrasando                         | 1                          | 4                          | –                          | 26                         | –                          | –                          | 5                          | 20                         |
| 2001 | Thalía con banda – grandes éxitos | –                          | 2                          | 167                        | 7                          | 2                          | –                          | 17                         | 4                          |
| 2002 | Thalía                            | 1                          | 1                          | 11                         | 4                          | –                          | –                          | –                          | –                          |
| 2003 | Thalía’s Hits Remixed             | 4                          | 7                          | –                          | 26                         | –                          | 4                          | –                          | –                          |
| 2003 | Thalía (angol)                    | –                          | –                          | 11                         | –                          | –                          | –                          | –                          | –                          |
| 2004 | Greatest Hits                     | 1                          | 2                          | 128                        | –                          | –                          | –                          | –                          | –                          |
| 2005 | El sexto sentido                  | 2                          | 3                          | 63                         | –                          | –                          | –                          | –                          | –                          |
| 2006 | El sexto sentido (Re-loaded)      | –                          | 68                         | –                          | –                          | –                          | –                          | Nem jelent meg             | Nem jelent meg             |
| 2008 | Lunada                            | 4                          | 10                         | –                          | –                          | –                          | –                          | –                          | –                          |
| 2009 | Primera fila                      | 1 (2)                      | 1 (4)                      | 169 (198)                  | –                          | –                          | –                          | Nem jelent meg             | Nem jelent meg             |
| 2012 | Habítame siempre                  | 1                          | 1                          |                            |                            |                            |                            | Nem jelent meg             | Nem jelent meg             |

LP = Latin Pop; TLA = Top Latin Albums; 200 = Billboard 200; HS = Heatseekers; RM = Regional Mexican;
 TEA = Top Electronic Albums; Top 40 = MAHASZ Top 40 csúcshelyezés; Hetek = Ahány hétig szerepelt a listán.

### Kislemezek aBillboardslágerlistáin
| Év   | Kislemez                           | Elért legmagasabb helyezés | Elért legmagasabb helyezés | Elért legmagasabb helyezés | Elért legmagasabb helyezés | Elért legmagasabb helyezés | Elért legmagasabb helyezés | Album                        |
| Év   | Kislemez                           | Hot 100                    | HDM                        | TLS                        | LPS                        | LTS                        | RMS                        | Album                        |
| ---- | ---------------------------------- | -------------------------- | -------------------------- | -------------------------- | -------------------------- | -------------------------- | -------------------------- | ---------------------------- |
| 1995 | Piel morena *                      | –                          | –                          | 7                          | 4                          | –                          | 11                         | En éxtasis                   |
| 1996 | Gracias a Dios *                   | –                          | –                          | 26                         | 8                          | –                          | –                          | En éxtasis                   |
| 1996 | María la del barrio                | –                          | –                          | 30                         | 14                         | –                          | –                          | En éxtasis                   |
| 1997 | Amor a la mexicana *               | –                          | –                          | 6                          | –                          | –                          | 11                         | Amor a la mexicana           |
| 2000 | Entre el mar y una estrella *      | –                          | –                          | 1                          | 1                          | 1                          | 25                         | Arrasando                    |
| 2000 | Regresa a mí *                     | –                          | –                          | 19                         | 12                         | –                          | –                          | Arrasando                    |
| 2000 | Arrasando *                        | –                          | –                          | –                          | 25                         | –                          | –                          | Arrasando                    |
| 2001 | Reencarnación *                    | –                          | –                          | 30                         | 17                         | –                          | –                          | Arrasando                    |
| 2001 | Rosalinda                          | –                          | –                          | 46                         | 23                         | 37                         | –                          | Arrasando                    |
| 2002 | Tú y yo *                          | –                          | –                          | 1                          | 4                          | 3                          | 8                          | Thalía                       |
| 2002 | No me enseñaste *                  | –                          | –                          | 1                          | 3                          | 1                          | 17                         | Thalía                       |
| 2002 | ¿A quién le importa? *             | –                          | –                          | 9                          | 5                          | 7                          | –                          | Thalía                       |
| 2003 | Dance, Dance (The Mexican)         | –                          | 6                          | –                          | –                          | –                          | –                          | Thalía                       |
| 2003 | I Want You / Me pones sexy *       | 22                         | 27                         | 9                          | 9                          | 3                          | –                          | Thalía (angol)               |
| 2003 | Baby, I’m in Love / Alguien real * | –                          | 12                         | –                          | –                          | –                          | –                          | Thalía (angol)               |
| 2004 | Don’t Look Back                    | –                          | 9                          | –                          | –                          | –                          | –                          | Thalía (angol)               |
| 2004 | Cerca de ti *                      | –                          | –                          | 1                          | 3                          | 4                          | 17                         | Greatest Hits                |
| 2005 | Amar sin ser amada *               | –                          | –                          | 2                          | 7                          | 8                          | –                          | El sexto sentido             |
| 2005 | Un alma sentenciada *              | –                          | 37                         | 13                         | 11                         | 6                          | –                          | El sexto sentido             |
| 2006 | Seducción *                        | –                          | –                          | 32                         | 14                         | 23                         | –                          | El sexto sentido             |
| 2006 | No, no, no (feat. Aventura) *      | –                          | –                          | 4                          | 4                          | 5                          | –                          | El sexto sentido (Re-loaded) |
| 2008 | Ten paciencia *                    | –                          | –                          | 39                         | 24                         | 25                         | –                          | Lunada                       |
| 2009 | Equivocada                         | –                          | –                          | 8                          | 2                          | 40                         | –                          | Primera fila                 |
| 2010 | Qué será de ti                     | –                          | –                          | 35                         | 13                         | –                          | –                          | Primera fila                 |
| 2010 | Estoy enamorado                    | –                          | –                          | 28                         | 6                          | –                          | –                          | Primera fila                 |
| 2012 | Manías                             | –                          | –                          | 26                         | 14                         | 40                         | –                          | Habítame siempre             |
| 2013 | Te perdiste mi amor                |                            |                            |                            |                            |                            |                            | Habítame siempre             |

HOT 100 = Billboard Hot 100; HDM = Hot Dance Club Play; TLS = Top Latin Songs; LPS = Latin Pop Songs; LTS = Latin Tropical Songs;
RMS = Regional Mexican Songs. A *-gal jelölt kislemezekhez videóklip is készült.